# Pythagoræiske primtal
Pythagoræiske primtal er primtal af formen 4n + 1. De er præcis de primtal der kan være hypotenusens kvadrat i en retvinklet trekant med heltallige katetelængder.
De første er
5, 13, 17, 29, 37, 41, 53, 61, 73, 89, 97, 101, 109, 113...
Pythagoræiske primtal er de eneste primtal, der kan skrives som en sum af to forskellige kvadrattal, eksempel 53 = 7² + 2² og denne opskrivning er bortset fra rækkefølgen entydig.